# François Louis Prudhomme
François Louis Jérôme Prudhomme est un homme politique français né en 1757 à Jeantes (Aisne) et mort en 1826 à Rozoy-sur-Serre.

## Biographie
Juge de paix, il est député de l'Aisne de 1791 à 1792, siégeant dans la majorité.